# Oregonichthys kalawatseti
Oregonichthys kalawatseti là một loài cá vây tia trong họ Cyprinidae. Chúng là loài đặc hữu của Hoa Kỳ.